# 勒特雷
勒特雷（法語發音：[lə tʁɛ]）是法国滨海塞纳省的一个市镇，属于鲁昂区。

## 地理
勒特雷（49°29'17"N, 0°48'19"E）面积17.52 平方千米，位于法国诺曼底大区滨海塞纳省，该省份为法国北部沿海省份，其西部及北部濒大西洋英吉利海峡，东起顺时针与索姆省、瓦兹省、厄尔省和卡爾瓦多斯省接壤。
与勒特雷接壤的市镇（或旧市镇、城区）包括：迪克莱尔、阿尔洛讷昂塞纳、布利克蒂圣母村、圣玛格丽特-叙迪克莱尔、延维尔、里沃昂塞纳。
勒特雷的时区为UTC+01:00、UTC+02:00（夏令时）。

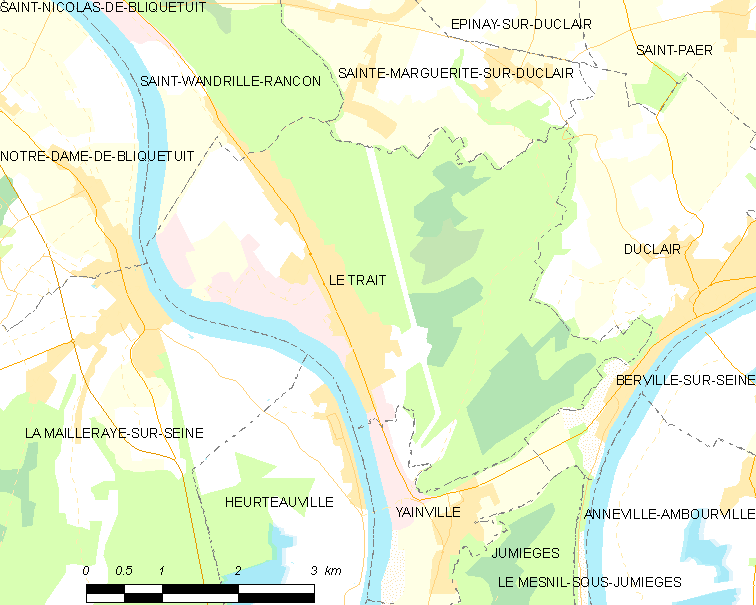
勒特雷的OSM定位图

## 行政
勒特雷的邮政编码为76580，INSEE市镇编码为76709。

## 政治
勒特雷所属的省级选区为巴朗坦县。

## 人口

1962-2008年间勒特雷人口变化图示

勒特雷于2022年1月1日时的人口数量为4742人。